# Восторг идиота (пьеса)
«Восторг идиота» (англ. Idiot's Delight) — пьеса американского драматурга Роберта Э. Шервуда за которую он получил  Пулитцеровскую премию 1936 года.
Действие пьесы происходит в отеле «Монте Габриэль» в итальянских Альпах в течение 24 часов в начале Первой мировой войны. Гости, застрявшие в отеле из-за внезапного начала боевых действий, — из Германии, Франции, США и Великобритании.
В 1936 году режиссёр Бретень Виндуст поставил по пьесе спектакль (в ролях: Альфред Лант — Гарри Ван, Линн Фонтанн — Ирэн, Сидни Гринстрит — доктор Вальдерси, Фрэнсис Комптон — Ахилл Вебер). Спектакль был номинирован на премию Нью-Йоркского кружка драматических критиков 1936 года как лучшая американская пьеса.

## Постановки
У «Восторга идиота» были предбродвейские пробы в Национальный театр в Вашингтоне, округ Колумбия, начиная с 9 марта 1936 года. Премьера состоялась на Бродвее в Театре Шуберта с 24 марта 1936 года по 4 июля 1936 года и с 31 августа 1936 года по 30 января 1937 года, всего 300 представлений.
Спектакль получил Пулитцеровскую премию за драму 1936 года, первую из четырёх Пулитцеровских премий (три за драму, одну за биографию), которые получил Шервуд. Пулитцеровское жюри написало: «Мы абсолютно согласны с тем, что рекомендуем „Восторг идиота“… Это первоклассная пьеса, полная драматического вымысла, а одна или две комедийные сцены обладают мольеровским богатством».
Шервуд адаптировал пьесу для одноименного фильма 1939 года с Нормой Ширер и Кларком Гейблом в главных ролях.
Театральная труппа Нью-Йорка представила возрождение в театре «Центр Нью-Йорка» с 23 мая 1951 года по 3 июня 1951 года. Режиссёром постановки был Джордж Шефер, в ролях Ли Трейси и Рут Чаттертон.
В 1983 году Алан Джей Лернер и Чарльз Страуз адаптировали пьесу для мюзикла «Танцуй немного ближе», один спектакль которого был показан на Бродвее.
Спектакль был поставлен в Центре Кеннеди в Театре Эйзенхауэра в Вашингтоне, округ Колумбия, в марте 1986 года под руководством Питера Селларса.

## Сюжет
Действие пьесы происходит в отеле «Монте Габриэль» в итальянских Альпах в течение 24 часов в начале мировой войны. Постояльцы, оказавшиеся в отеле в результате внезапно начавшихся военных действий, — жители Германии, Франции и США, в том числе британская пара, проводящая медовый месяц.

### Персонажи
- Гарри Ван, американец, менеджер группы стриптизёрш и танцовщиц
- Ирэн, очаровательная любовница нацистского торговца оружием
- Ахилл Вебер, торговец оружием
- Черри, британские молодожёны
- Доктор Вальдерзее, немецкий врач
- Квиллери, французский пацифист
- Капитан Лочицеро, командир итальянского штаба, расположенного рядом с отелем.

## Прием
Брукс Аткинсон рецензировал пьесу для «The New York Times» от 25 марта 1936 года: «Любовь мистера Шервуда к приятному времяпрепровождению и его тревога о мировых делах приводят к одному из его самых симпатичных развлечений… Уже сейчас оно широко известно как шоу, в котором Альфред Лант играет роль третьесортного гуляки, а Линн Фонтанн носит экзотический парик блондинки. Это правда, и она демонстрирует вкус мистера Шервуда к буйству и весёлому плутовству. Участвовавший в последней войне и обладающий хорошим умом и памятью, мистер Шервуд также остро осознает опасность возобновления кровопролития в современном мире. Его шоу ног и фривольность в „Восторге идиота“ разыгрывается на фоне пушечной катастрофы и завершается взрывом авиабомб. Под финальный занавес мистер Шервуд стреляет в работы… Что вам, вероятно, понравится больше, чем его аргументы, так это искренний юмор его диалогов, его романтическое чутьё на характеры и его смакование несочетаемого и нелепого».